# Crab Apple Jelly
Crab Apple Jelly é uma coletânea de contos de 1944 por Frank O'Connor apresentando 12 histórias.

## Histórias
- The Bridal Night
- Old Fellows
- The Grand Vizier's Daughters
- Song Without Words
- 'The Star That Bids The Shepherd Fold' (alternative title: The Shepherds)
- The Long Road to Ummera
- The Miser
- The House That Johnny Built
- The New Teacher (alternate title: The Cheapjack)
- The Luceys
- Uprooted
- The Mad Lomasneys

## Recepção da crítica
De acordo com o crítico Richard Ellmann, "Crab Apple Jelly" era a descrição de O'Connor da "mistura doce e azeda" que ele almejava em seu trabalho em geral. Ellmann acrescenta: "As melhores histórias de [O'Connor] agitam os músculos faciais que, segundo nos dizem, são os mesmos tanto para rir quanto para chorar".